# Gravity field and steady-state Ocean Circulation Explorer
Gravity field and steady-state Ocean Circulation Explorer (GOCE) est un satellite scientifique de l'Agence spatiale européenne lancé le 17 mars 2009, destiné à mesurer avec une résolution de 2 cm, le champ gravitationnel (géoïde) de la Terre. Pour remplir cet objectif, le satellite est placé sur une orbite particulièrement basse à 260 kilomètres d'altitude et doté d'accéléromètres d'une très grande précision. La mission s'achève le 11 novembre 2013 en ayant rempli tous ses objectifs.

## Contexte
GOCE (Gravity field and steady-state Ocean Circulation Explorer) est la première mission scientifique Earth Explorer du programme Living Planet de l'Agence spatiale européenne. Ce programme est consacré à l'étude de la Terre depuis l'espace et est composé de missions scientifiques et de missions destinées à collecter des données pour un usage opérationnel regroupées sous la dénomination Earth Watch. GOCE est retenu en 1999 et après une phase d'étude de faisabilité son développement industriel est confié en février 2001 à la société italienne Alenia Spazio avec comme objectif un lancement en 2005.

## Objectifs
Le champ gravitationnel de la Terre n'est pas homogène : d'une valeur moyenne de 9,800 m/s2, il n'est que de 9,788 m/s2 au niveau de l'équateur et de 9,838 m/s2 aux pôles. Cet écart est dû à la forme légèrement aplatie de la Terre générée par la rotation de la planète. L'intensité de la gravité est également influencée par le relief au-dessus et en dessous des mers. Enfin la gravité est affectée par la distribution des matériaux à l'intérieur de la Terre qui n'est pas uniforme : non seulement l'épaisseur de la croûte terrestre et du manteau varie mais ces couches elles-mêmes ne sont pas homogènes. La présence d'eau ou de pétrole dans le sous-sol tout comme l'élévation du niveau de la mer due aux courants marins ou à la marée, les changements affectant la banquise ou les éruptions volcaniques peuvent également modifier à une moindre échelle le champ gravitationnel.
GOCE est une mission de géodésie qui a pour objectif d'effectuer une cartographier précise du champ gravitationnel terrestre et ainsi mesurer tous les facteurs qui contribuent à sa valeur. Le satellite doit permettre de modéliser un géoïde (forme géométrique de la Terre reflétant l'intensité du champ gravitationnel) de la Terre avec une précision de 2–3 cm pour une résolution de 100 km, soit une amélioration d'un ordre de grandeur par rapport aux modélisations existantes. Le satellite doit mesurer les anomalies locales du champ gravitationnel avec une précision de 1 milligal (10–5 m/s2). Les mesures effectuées par GOCE doivent permettre d'améliorer nos connaissances sur la structure interne de la Terre et les mécanismes sismiques. Ces données doivent permettre d'évaluer des phénomènes globaux comme les grands courants marins, la topographie et l'évolution des calottes glaciaires qui sont autant de facteurs qui contribuent au changement du niveau des océans.

## Conception de la mission
Pour atteindre l'objectif fixé à la mission, les responsables du projet conçoivent un satellite circulant sur une altitude particulièrement basse améliorant ainsi sa sensibilité aux variations du champ gravitationnel : GOCE circule sur une orbite héliosynchrone de 250 km avec une inclinaison de 96,5°. Mais à cette altitude, le satellite est soumis à une résistance sensible de l'atmosphère résiduelle qui doit être compensée par la propulsion avec une grande précision pour ne pas fausser les mesures. La sensibilité des accéléromètres utilisés constitue le deuxième facteur permettant d'atteindre les objectifs fixés à la mission.

## Développement
La maîtrise d'œuvre du développement de GOCE est confiée à la société italienne Alenia Spazio (intégrée dans le groupe Thales Alenia Space). EADS Astrium fournit la plate-forme tandis que Alcatel Space est responsable de la réalisation de l'instrument principal, le gradiomètre, qui incorpore les accéléromètres développés par l'Office national d'études et de recherches aérospatiales (ONERA).

## Caractéristiques techniques
À l'altitude très basse retenue pour la mission, la résistance de l'atmosphère résiduelle est importante. Pour limiter son incidence sur le déplacement du satellite d'une masse de 1 100 kg, celui-ci a une forme allongée (5,3 mètres) symétrique avec une section avant octogonale d'une superficie limitée à 1 m2. Deux ailerons verticaux greffés sur le corps central viennent apporter un supplément de stabilité aérodynamique. Le satellite est stabilisé sur 3 axes. Les panneaux solaires avec des cellules photovoltaïques à l'arséniure de gallium fournissent 1 300 watts et un accumulateur lithium-ion d'une capacité de 78 A-h est utilisée pour stocker l'énergie électrique durant les périodes d'éclipse. Un ensemble de moteurs ioniques alimenté avec du xénon dont la poussée peut être modulée entre 1 et 20 millinewtons compense en permanence la traînée atmosphérique de manière que le déplacement du satellite soit uniquement soumis au champ gravitationnel terrestre. Les télécommunications sont réalisées en bande S avec un débit montant de 4 kilobits et un débit descendant de 850 kilobits. Les liaisons dans les deux sens sont réalisées avec la station de Kiruna, en Suède,.

### Charge utile
La charge utile comprend trois instruments :
- le gradiomètre à trois axes EGG (Electrostatic Gravity Gradiometer), constitué par trois paires d'accéléromètres, mesure les variations de l'accélération du satellite qui permettent d'en déduire les variations du champ gravitationnel terrestre. Chaque accéléromètre est constitué d'une masse d'épreuve qui est maintenu au centre d'une cage par des forces électrostatiques. Les accélérations subies sont compensées par une modulation du voltage entre la cage et les différents côtés de la masse d'épreuve de forme parallélépipédique. La mesure de ces changements de voltage permettent de déduire à la suite d'une longue série de calculs l'accélération subie. Les accéléromètres sont montés par paire selon trois axes orthogonaux (dont celui de progression du satellite) sur une structure d'une grande stabilité géométrique en fibre de carbone. L'accélération est calculée à partir de la différence entre les accélérations de chaque paire dont les éléments sont séparés de 50 cm. La moyenne des accélérations mesurées par une paire est par contre proportionnelle à la traînée non compensée subie par le satellite. La précision de cet instrument, cruciale pour remplir les objectifs de la mission, est de 3 millieotvos dans la bande passante de 0,005 à 0,001 Hertz[7]. Pour pouvoir atteindre cette précision, l'instrument doit être maintenu à une température très stable (les variations de température du cœur du gradiomètre doivent être de l'ordre du millikelvin). À cet effet, il dispose de son propre système de contrôle thermique. Une première couche d'isolant sépare le reste du satellite à l'intérieur de laquelle des éléments chauffants maintiennent une température constante. Une deuxième couche isolante encapsulée dans la première contient l'instrument proprement dit. L'instrument est développé par l'ONERA ;
- le récepteur GPS à 12 canaux pour déterminer précisément l'orbite ;
- le rétroréflecteur laser LRR (Laser Range Reflector) également pour déterminer avec précision l'orbite suivi par GOCE.

## Déroulement de la mission

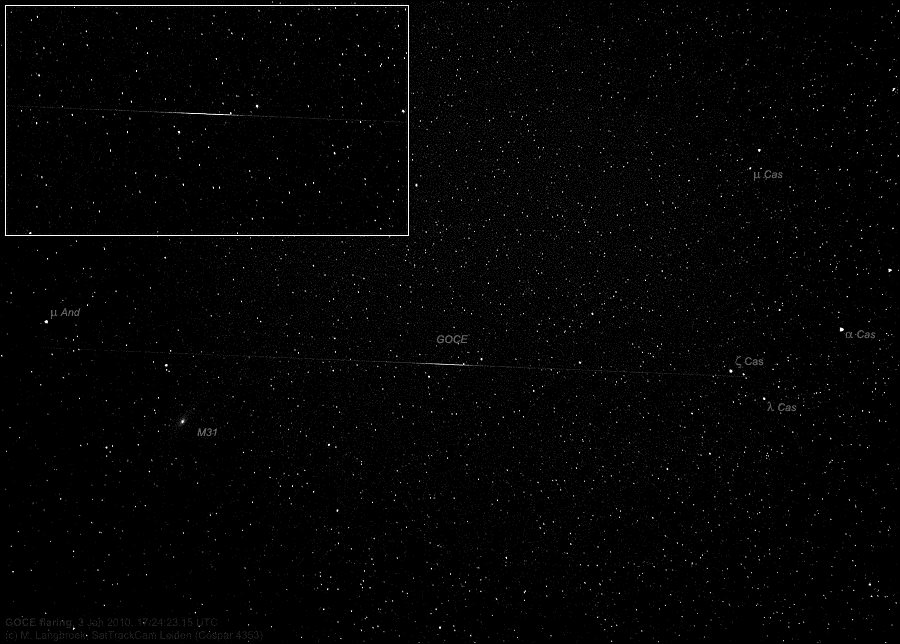
Le satellite observé dans le ciel des Pays-Bas, le 3 janvier 2010.

Le lancement doit avoir lieu le 10 septembre 2008, mais il est reporté à plusieurs reprises à la suite de la découverte d'une panne sur le boîtier d'alimentation de la centrale gyroscopique de l'étage supérieur Briz-K du lanceur Rokot puis il est prévu pour le 16 mars 2009. Le satellite est finalement mis en orbite le 17 mars 2009 depuis le cosmodrome de Plessetsk en Russie. Douze mois après son lancement, le satellite collecte les données lui permettant d'atteindre ses objectifs. Le 8 juillet 2010, GOCE ne parvient pas à transmettre les données scientifiques collectées. Les experts de l'ESA et les industriels concernés parviennent à déterminer que le problème se situe au niveau de la liaison entre les modules chargés de la télémesure et celui du processeur. En téléchargeant de nouvelles versions du logiciel système et en augmentant de 7 °C la température de la cloison sur laquelle sont fixés les ordinateurs, les contrôleurs au sol parviennent à rétablir un fonctionnement normal début septembre 2010. La mission doit s'achever en avril 2011 mais elle est prolongée de 18 mois. La consommation de xénon est plus faible que prévu et alors que l'extension de la mission de GOCE est sur le point de s'achever, le conseil scientifique du programme, après avoir consulté la communauté des utilisateurs, décide de tenter d'obtenir des données d'une meilleure précision en abaissant l'orbite. Celle-ci est progressivement réduite entre août 2012 et avril 2013 de 255 km à 235 km. Après avoir réalisé des mesures sur sa nouvelle orbite, le 21 octobre 2013, le satellite arrive au bout des 40 kg de xénon qui permet à son moteur ionique de fonctionner. Privé de propulsion, le satellite perd rapidement de l'altitude. Le 11 novembre 2013, il entame sa rentrée atmosphérique en passant au-dessus de la Sibérie, de l'ouest de l'océan Pacifique, de l'est de l'océan Indien et de l'Antarctique. Le satellite se désintègre à haute altitude et environ 25 % de ses 1 100 kg atteignent sans doute la surface de la Terre le long de son orbite sans toutefois provoquer de dégâts. La mission coûte 350 millions d'euros en incluant le coût du lanceur et la phase opérationnelle.

## Résultats scientifiques
Les premiers résultats élaborés à partir des données de GOCE sont présentés au cours du symposium Living Planet de l'ESA qui se déroule du 28 juin au 2 juillet 2010 à Bergen, en Norvège. Un premier géoïde global est réalisé avec seulement deux mois de données. La précision est améliorée par la suite à chaque cycle de 2 mois. Les données recueillies mettent en évidence que le transport de chaleur autour de la Terre se fait à hauteur de 70-80 % par le biais de l'atmosphère et 20 à 30 % dans les océans, alors que les scientifiques estiment jusque-là que le ratio doit être de 50-50 %. Le 31 mars 2011, au cours d'un congrès scientifique réunissant les utilisateurs de GOCE se déroulant à Munich, en Allemagne, une version aboutie du géoïde est présentée. Le nouveau géoïde fait abstraction des courants marins et des marées et constitue une référence cruciale pour la mesure de la circulation des océans, la détermination des changements de niveau des océans et la dynamique des glaces qui tous ont un impact sur les processus de changement climatique,.

### Sources
- [Présentation de la mission GOCE] (en) ESA, GOCE : ESA's Gravity Mission (BR-285), ESA, 2010, 20 p. (ISBN 978-92-9221-028-1, lire en ligne).
- [Cahier des charges GOCE] (en) ESA, GOCE : Mission requirements document, ESA, 14 avril 2000, 20 p. (lire en ligne)